# Victor Fatio
Pour les articles homonymes, voir Fatio.
Victor Fatio de Beaumont est un zoologiste suisse, né le 28 novembre 1838 à Genève et mort le 19 mars 1906 dans cette même ville.
Il est le fils de Gustave Fatio de Beaumont qui l’initie très tôt à la chasse. C’est d’ailleurs par la chasse qu’il commence à s’intéresser aux animaux. Il entreprend des études de physiologie à Zurich, Berlin et Leipzig. Mais, atteint de typhus en 1861, il doit reprendre ses études car il a oublié une partie de ce qu’il avait appris. Il vient à Paris, l’année suivante pour y suivre les cours d’Henri Milne-Edwards (1800-1885) au Muséum national d'histoire naturelle. Il se consacre alors à l’étude de la zoologie et fait paraître de 1869 à 1903 sa Faune des Vertébrés de la Suisse, fruit de quarante ans d’effort. Il étudie à partir de 1874 le phylloxéra qui atteint alors le pays. (Il est également l'auteur de plusieurs ouvrages sur le phylloxéra en Suisse et en Savoie).
Avec Theophile Rudolf Studer (1845-1922), il entreprend la parution du Catalogue des oiseaux de la Suisse mais seuls les trois premiers fascicules paraissent (1889-1901).

## Liste partielle des publications
- 1877 : Instructions sommaires à l'usage des Commissions centrales d'étude et de vigilance du phylloxéra des départements de la Savoie et de la Haute-Savoie. Chambéry, Ménard. C'est un opuscule destiné à permettre de reconnaître les premières attaques du phylloxéra.
- 1869 : Faune des vertébrés de la Suisse (cinq volumes, H. Georg, Genève ; Bâle).
- 1876 : avec J. Demole-Ador, Rapports sur le traitement des vignes de Pregny (république et canton de Genève) (impr. de Ramboz et Schuchardt, Genève).
- 1878 : État de la question phylloxérique en Europe en 1877 : Rapport sur le congrès phylloxérique international réuni à Lausanne du 6 au 18 août 1877 (Impr. de Ramboz et Schuchardt, Genève).
- 1880 : De l'Emploi de l'anhydride sulfureux à la désinfection des véhicules contaminés par le phylloxéra : premières expériences faites à Genève les 28 et 29 février 1880 (Impr. de C. Blot, Paris).
- 1881 : La Guerre aux parasites en champ clos par l'acide sulfureux (Fribourg).
- 1882 : Désinfections par l'anhydride sulfureux, appareils siphonoïdes avec transvaseur spécial, description des appareils et du maniement (H. Georg, Genève).
- 1883 : De la Désinfection par l'acide sulfureux (Impr. de C. Schuchardt, Genève).
- 1888 : Rapport du président de la Société de physique et d'histoire naturelle de Genève pour l'année 1887 (Impr. de C. Schuchardt, Genève).
- 1889-1907 : avec Theophile Rudolf Studer (1845-1922), Catalogue des oiseaux de la Suisse (Genève).

## Source
- Maurice Boubier, L’Évolution de l’ornithologie, Paris, Alcan, coll. « Nouvelle collection scientifique », 1925, ii + 308